# Dornoch
Dornoch (gael. Dòrnach) – miasto w północno-wschodniej Szkocji, w jednostce administracyjnej Highland, historyczna stolica hrabstwa Sutherland, położona nad zatoką Dornoch Firth (Morze Północne). W 2011 roku miasto liczyło 1208 mieszkańców.
Od wczesnego średniowiecza Dornoch było ośrodkiem chrześcijaństwa. W I połowie XIII wieku zbudowana została katedra w Dornoch, a miejscowość stała się siedzibą biskupów Caithness, którą pozostawała do XVI wieku. W 1570 roku miasto zostało zniszczone w wyniku waśni międzyklanowych. W 1628 roku uzyskało ono status royal burgh (gminy królewskiej). W 1727 roku w Dornoch miał miejsce ostatni na Wyspach Brytyjskich proces i egzekucja osoby posądzonej o czary, którego ofiarą była Janet Horne. W XIX wieku miasto rozwinęło się jako ośrodek turystyki; do głównych atrakcji należą rozległa piaszczysta plaża i pole golfowe.
Budynek katedry, zniszczony w wydarzeniach z 1570 roku, naprawiony został w XVII wieku i pełni od tamtej pory funkcję kościoła parafialnego. Pałac biskupi, który również został zniszczony, odbudowano w 1813 roku z przeznaczeniem na budynek sądu i więzienie; obecnie mieści się w nim hotel. Na zachód od miasta znajduje się rezydencja Skibo Castle z przełomu XIX/XX wieku, która należała do Andrew Carnegiego. Wcześniej, od XIII wieku, w jej miejscu znajdował się zamek o tej samej nazwie, pierwotnie rezydencja biskupia.